# Betty Goes Green
Betty Goes Green (BGG) is een Belgische rockformatie uit Vlaams-Brabant, opgericht in 1990. Met hun tweede album, ‘Hunaluria’ (1993), brak de band door in eigen land en buiten de landgrenzen, mede dankzij de radiohits 'Cold by the Sea', 'Life Long Devotion' en 'The Well'.

## Geschiedenis

### Voorgeschiedenis: 1982-1989
Na enkele jaren actief te zijn in bands zoals het newwavebandje Almost Down (1982) en Rive Gauche (1984) richtte Brusselaar Luc Crabbe in 1987 een nieuw project op, The Killer T-Bag. Uit deze band ontstond twee jaar later Betty Goes Green met als muzikanten Nathalie Duyver (keyboards, zang), Joe Bacart (drums), Tony Gezels (bas) en gitarist Pieter De Cort. De band wilde vooral op een pretentieloze wijze rock-'n-roll maken zonder al te veel kamerbrede filosofieën uit te dragen. 22 optredens later tekende de band bij BOOM! Records.

### 1992: Debuutalbum
In 1991 bracht Betty Goes Green een promosingle uit, die later dat jaar gevolgd werd met de release van hun eerste album Hell Of A Show op het label Boom! Records/JP Van. Voor het eerst toerde de band door Vlaanderen met 42 optredens op de agenda. In juni ontmoette de band op Pinkpop Lou Reed en diens gitarist en producer, Mike Rathke, een ontmoeting die mee het verloop van BGG's carrière bepaald heeft.

### 1993: Hunaluria
Een jaar later tekende BGG immers een platencontract bij BMG/Ariola voor een tweede album, Hunaluria, genaamd. Een demo werd opgestuurd naar Mike Rathke die tegen alle verwachtingen in enthousiast reageerde en bereid was Betty’s album te producen. Samen met Rathke werd de plaat opgenomen in de Brusselse ICP-studio’s.
'Cold by the Sea', de eerste single uit Hunaluria, verscheen in november 1992 en werd een succes op de nationale radio. De gelijknamige videoclip verscheen op ‘120 Minutes’ van MTV in Europa, in de Verenigde Staten en Japan. Diezelfde maand werd de band door Studio Brussel geselecteerd om naar Helsinki te gaan om daar België op het EBU Festival te vertegenwoordigen. BGG vertegenwoordigde België ook op de MTV Video Awards/Grand Prix.
Het album verscheen uiteindelijk op 18 januari 1993 en werd goed onthaald door het publiek. De pers echter was minder enthousiast. "We zijn nooit vertrokken van de idee om Lou Reeds gitarist te vragen. We wilden enkel de dingen gewoon anders aanpakken. Vergeet niet: dit was lang voor de huidige generatie van Belgische popgroepen zoals dEUS en K's Choice. Tegenwoordig moet je al een Grote Naam strikken voor je plaat, anders wordt ze niet eens meer opgemerkt," vertelde keyboardiste Nathalie Duyver enkele jaren later in een interview met De Morgen.
Het album kende een aanzienlijk succes in België en werd daarom door BMG/Ariola ook uitgebracht in Nederland, Frankrijk, Zwitserland en Mexico.
In maart 1993 verscheen de tweede single 'Life Long Devotion' met een bijhorende videoclip, die opgenomen werd in Fuerteventura (Canarische Eilanden). BGG startte een tournee van 120 optredens in binnen- en buitenland en speelde in Frankrijk en Zwitserland in het voorprogramma van Jean-Louis Aubert, mede-oprichter van de Franse rockband Téléphone.
Betty Goes Green kreeg echter een opdoffer toen in april bleek dat gitarist Pieter De Cort kanker had en onmiddellijk chemotherapie moest ondergaan. Op vraag van Pieter werd hij in mei 1993 vervangen door Tjenne Berghmans (Clouseau, The Scabs) voor onbepaalde duur.

### 1994: On the way to New York
Een jaar na het verschijnen van 'Life Long Devotion' vertrok de ganse band, incluis Pieter De Cort, naar de Verenigde Staten om het album Hand Some op te nemen in de RPM Studio's in New York. Alweer onder de leiding van producer Mike Rathke. Op twee songs van het album spelen deze keer ook Lou Reed en Rob Wasserman (Van Morrison, Elvis Costello) mee. De gitaarpartijen werden opgenomen door Berghmans.
Op 25 april 1994 verscheen 'I Love It', de eerste single uit het derde album, Hand Some, dat in mei verscheen. Niet veel later kwam de release van een tweede single, 'Go To Took Her'.
Op 28 augustus 1994 overleed gitarist Pieter De Cort op 25-jarige leeftijd aan de gevolgen van de kanker die hem anderhalf jaar teisterde.

### 1995: Koerswijziging
BGG bestond voortaan uit vier leden. Ze beslisten om hun muziek op een andere manier te benaderen. De band startte een akoestische tournee die in de smaak viel bij het publiek. Op aanvraag van BMG namen ze enkele nieuwe demo's op, maar al snel bleek dat de groep en het platenlabel niet meer op dezelfde golflengte zaten. De samenwerking werd dan ook beëindigd.
In 1995 besliste Betty Goes Green een stapje terug te zetten en tekende een platencontract bij het kleinere label B-Track. Ze namen een vierde album op, Hedonic Tone, in de Galaxy Studio in Mol. Ze deden deze keer zelf de productie van het album en werden bijgestaan door Peer Rave, bekend als producer van onder meer Henry Rollins. Begin februari verscheen de eerste single 'Ring Ring'.
Het full-album volgde begin maart en werd ook uitgebracht in heel Europa op het Duits-Amerikaanse label Enemy Records. Maar Hedonic Tone kende niet het gewenste succes. De pret kon echter niet bedorven worden wanneer Lou Reed, die onder de indruk was van de plaat, hen vroeg als voorprogramma voor zijn Europese tournee, die in de zomer van 1996 aanving. De tournee ging door Berlijn, Praag (waar ze Václav Havel ontmoetten), Rome, Antibes, Boedapest, en andere.
Datzelfde jaar in augustus werd BGG uitgenodigd deel te nemen aan de Popkomm in Keulen.

### 1998: The Well
Na de tournee met Lou Reed beëindigde de band in de lente van 1997 de samenwerking met B-Track en tekende ze een contract bij major Sony. De opnames voor hun vijfde album, The Well, gebeurden grotendeels in de Britannia Row Studios in Londen. In september verscheen de nieuwe single ‘Heimet’. Eind januari 1998 werd een tweede single uitgebracht, The Well. De single werd een radiohit op alle nationale radiozenders.
Het album The Well verscheen op 9 maart 1998 in België, enkele weken later in Nederland. De rockcritici waren vol lof over het album. De songs haalden een hoger niveau, klonken volwassener en kenden een grotere samenhang.
In 1998 werkten Luc Crabbe en Tony Gezels mee aan Zen-On, een nieuw Kloot Per W-project.

### 2000: Dreamers & Lovers
Ondanks het redelijk succesvolle The Well, veranderde BGG weer van platenmaatschappij en ruilde ze Sony weer in voor B-track. Het zesde album Dreamers & Lovers werd opgenomen in Luna Barn, de opnamestudio van Luc Crabbe, met enkel blazers onder leiding van Bart Maris.
In het tijdschrift Rif-Raf verklaarde Luc Crabbe over hun zesde album: "Ik vind dat het de beste plaat is die we tot nog toe gemaakt hebben. Ze is de meest coherente, het vormt echt een geheel en er zit ook meer melodie in ... We hebben nooit ergens bijgehoord en dat is misschien wel altijd ons probleem geweest. We hebben nooit een bepaalde trend gevolgd. De platenfirma heeft ons destijds willen verkopen als de Belgische Nirvana, terwijl wij daar helemaal niks mee te maken hadden. We blijven gewoon ons ding doen ... op ambachtelijke wijze songs maken".
De groep maakte een succesvolle tournee in Vlaanderen en Wallonië, deze keer in het gezelschap van een blazersectie.

### 2000-2007
Sinds 1990 gaf Betty Goes Green meer dan 600 optredens. Na de release van Dreamers & Lovers is het stil geworden rond de band en het lijkt erop dat de band nog een tijdje in het vriesvak zal blijven zitten. Frontman Luc Crabbe heeft namelijk sindsdien niet stilgezeten. In 2001 richtte hij samen met Pieter Vreede en Steven De Cort de band Telstar op. Deze band bracht ondertussen twee albums uit #1 (2002) met de single She’s So Lonely en Too met als single Leave Me Alone (2004). Telstar maakte in 2003 ook een cover van de Jacques Brel-song 'Le Moridont' voor Jimtv.
Op 8 mei 2006 bracht Luc Crabbe zijn langverwachte soloalbum uit, 'Ghost in a dream' (Fuzz records), met de single 'Charlesman'. De plaat bevat zowel aanstekelijke meezingers ('Every Single Day') als ingetogen songs als 'The Damage Done’ en 'Down On Me’. ‘Thin Ice’ verscheen in juni als single en werd opgenomen in de playlist van Studio Brussel.
Ook zijn zoon, Lenny Crabbe, haalde sinds 2006 de pers met zijn band Freaky Age, de jongste finalisten uit de Humo's Rockrally ooit. Freaky Age stond onder meer met de single 'Where Do We Go Now' vier weken op nummer 1 in De Afrekening van Studio Brussel.

## Discografie[9]

### Studioalbums
- Hell of a Show (1991, Boom!)
- Hunalaria (1993, BMG/Ariola)
- Hand Some (1994, BMG)
- Hedonic Tone (1996, B-track)
- The Well (1998, Sony Columbia)
- Dreamers and Lovers (2000, B-track)

### Singles
- Betty Goes Green (1991, Boom!)
- Cold by the Sea (1993, BMG/Ariola)
- Life Long Devotion (1993, BMG/Ariola)
- I Love It (1994, BMG)
- Go to Hook Her (1994, BMG)
- Ring Ring (1996, B-Track)
- Heimet (1997, Sony Columbia)
- The Well (1998, Sony Columbia)

### Compilaties met BGG
- Look at the Ones (1990, Girls and Guitars VOL 1, Boom!)
- Cold by the Sea (1992, De Afrekening vol.4)
- Life Long Devotion (1992, The * collection, BMG)
- Hunaluria (1992, De Nieuwstraat van Studio Brussel vol. 1)
- Pleasure on the Playground (1992, The alternative way, BMG)
- Life Long Devotion (1993, De Nieuwstraat van Studio Brussel vol. 2)
- My Generation Get Lost (1993, Rock Europe - live in Helsinki)
- Satellite of Love (1993, Live for life, BMG Ariola)
- I Love It (1994, Best hits, BMG Ariola)
- Got to Hook Her (1994, Rock Garden, EVA)
- Chapter Two (1995, Compilation Go1, BMG)
- Ring Ring (1996, De Zevende Dag, Virgin)
- Helmet (1997, 14 Hits No Misses, Sony)
- Cold by the Sea (1999, Het Nieuwsblad Vol 2, BMG)
- The Well (2001, Great Rock And pop music from Flanders)
- I Love It (2002, BMG)
- Silverstone (2004, Zuidrand op de planken, Boom!)